# ヤアアン・ベンソン
ヤアアン・ベンソン（Jørgen Liebenberg Bentzon 1897年2月14日 - 1951年7月9日）は、デンマークの作曲家。作曲家のニエル・ヴィゴ・ベンツォン、フルート奏者のヨハン・ベンソンは従兄弟にあたる。

## 生涯
コペンハーゲンに生まれた。カール・ニールセンとジークフリート・カルク＝エーレルトに師事し、司法官としてコペンハーゲンで働いていた。ベンソンは主に音楽教育の促進に身を捧げており、彼の作品の多くは学生オーケストラによる演奏を想定して書かれている。フリッツ・ヨーデの若者のための音楽運動に影響を受け、1931年にフィン・ヘフディングと共同でコペンハーゲンに民謡学校を設立した。ハアスホルムに没した。

## 音楽
ベンソンの音楽は3つのグループにわけられる。1920年代の初期作品は高い知性と芸術性を持ち合わせており、彼が生涯を通じて書き続けていく様式の音楽である。1930年代からは一部の作品をアマチュアや子どもに向けて書くようになる。晩年はより大きな野心を込めた作品を普及させようと試みた。

### 作品集（抜粋）
- 作品1 ショパンの主題による変奏曲 （ピアノ）
- 作品2 ディヴェルティメント （弦楽三重奏 1921年）
- 作品3 弦楽四重奏曲第1番 （1922年）
- 作品5 劇的序曲
- 作品6 弦楽四重奏曲第2番 （1924年）
- 作品7 ソナチネ （フルート、クラリネットとファゴット 1924年）
- 作品9 合唱のための3つの歌 （1925年）
- 作品10 イングリッシュ・ホルンのための狂想的練習曲 （1926年）
- 作品11 弦楽四重奏曲第4番 （Præludio patetico 1925年）
- 作品12 遮られた変奏曲（Variazioni interotti 1926年）
- 作品13 4つの歌 （Opfordring … 1927年）
- 作品14 主題と変奏 （クラリネット独奏 1927年）
- 作品15 弦楽四重奏曲第5番 （1928年）
- 作品16 3つの表現的素描（Tre ekspressive skitser ヴァイオリンとチェロ 1927年）
- 作品17 デンマーク民謡による変奏曲 （1928年）
- 作品18 交響的三重奏 （1929年）
- 作品19 5つの歌 （1931年）
- 作品20 Hvem vil med op at flyve
- 作品21 歌 （Efterårsnatten, Skibe …）
- 作品22 小歌曲 （Småsange）
- 作品23 Musikantisk koncertino
- 作品24 間奏曲 （ヴァイオリンとクラリネット 1935年）
- 作品25 Racconto 第1番 （フルート、ソプラノ・サックス、ファゴットとコントラバス 1935年）
- 作品26 3つのおとぎ話 （合唱）
- 作品28 管弦楽のための変奏曲
- 作品27 フォトモンタージュ （管弦楽 1934年）
- 作品28 小管弦楽のための変奏曲 （1936年）
- 作品30 Racconto 第2番 （フルート、ヴァイオリン、歌とチェロ 1936年）
- 作品31 Racconto 第3番 （フルート、クラリネットとファゴット 1937年）
- 作品32 En romersk fortælling （独唱、合唱とピアノ 1938年）
- 作品33 シンフォニア・セリア
- 作品34 変奏形式の研究 （Studie i variationsform 1938年）
- 作品35 シンフォニア・ブッフォ （1939年）
- 作品36 歌曲集 （Lyse Land ….）
- 作品37 交響曲第1番 （Dickenssymfoni 1941年）
- 作品38 歌曲集 （Lirekassen …1938年）
- 作品39 室内協奏曲第3番 （クラリネット独奏と管弦楽 1943年）
- 作品40 Jorum （合唱 1943年）
- 作品41 弦楽オーケストラのためのシンフォニエッタ （1941年）
- 作品42 Fabula
- 作品43 ピアノソナタ第1番 （1946年）
- 作品44 Mikrofoni 第1番 （フルート、ヴァイオリン、チェロ、歌とピアノ 1939年/1948年）
- 作品45 Racconto 第4番 （ヴァイオリン、イングリッシュ・ホルンとピアノ 1944年）
- 作品46 Racconto 第5番 （管楽五重奏 1948年）
- 作品49 Racconto 第6番 （弦楽四重奏 1949年）

- 間奏曲 ニ短調 （ヴァイオリンとクラリネット 1924年）
- Intermezzi espressivi （1926年）
- ソナタ （1927年）
- 午前と午後の音楽 （1931年）

- 序奏、変奏曲とロンド （アルトサックスと弦楽合奏 1938年）
- Saturnalia （オペラ 1944年）
- ソナチネ （1945年）
- 交響曲第2番 （1947年）
- Musikantisk concertino （1950年?）
- ヴァイオリン独奏のための5つのモノローグ （1951年）